# Blue (album, Joni Mitchell)
Blue je čtvrté studiové album kanadské písničkářky Joni Mitchell. Vydáno bylo v červnu roku 1971 společností Reprise Records a produkovala jej sama zpěvačka. V hitparádě Billboard 200 se umístilo na patnácté příčce, zatímco v britské UK Albums Chart až na třetí. Časopis Rolling Stone jej zařadil na třicátou příčku v žebříčku 500 nejlepších alb všech dob.

## Seznam skladeb
Autorkou všech písní je Joni Mitchell.
1. „All I Want“ – 3:32
2. „My Old Man“ – 3:33
3. „Little Green“ – 3:25
4. „Carey“ – 3:00
5. „Blue“ – 3:00
6. „California“ – 3:48
7. „This Flight Tonight“ – 2:50
8. „River“ – 4:00
9. „A Case of You“ – 4:20
10. „The Last Time I Saw Richard“ – 4:13

## Obsazení
- Joni Mitchell – zpěv, kytara, dulcimer, klavír
- Stephen Stills – baskytara, kytara
- James Taylor – kytara
- Sneaky Pete Kleinow – pedálová steel kytara
- Russ Kunkel – bicí